# فلسفة القرن السادس عشر

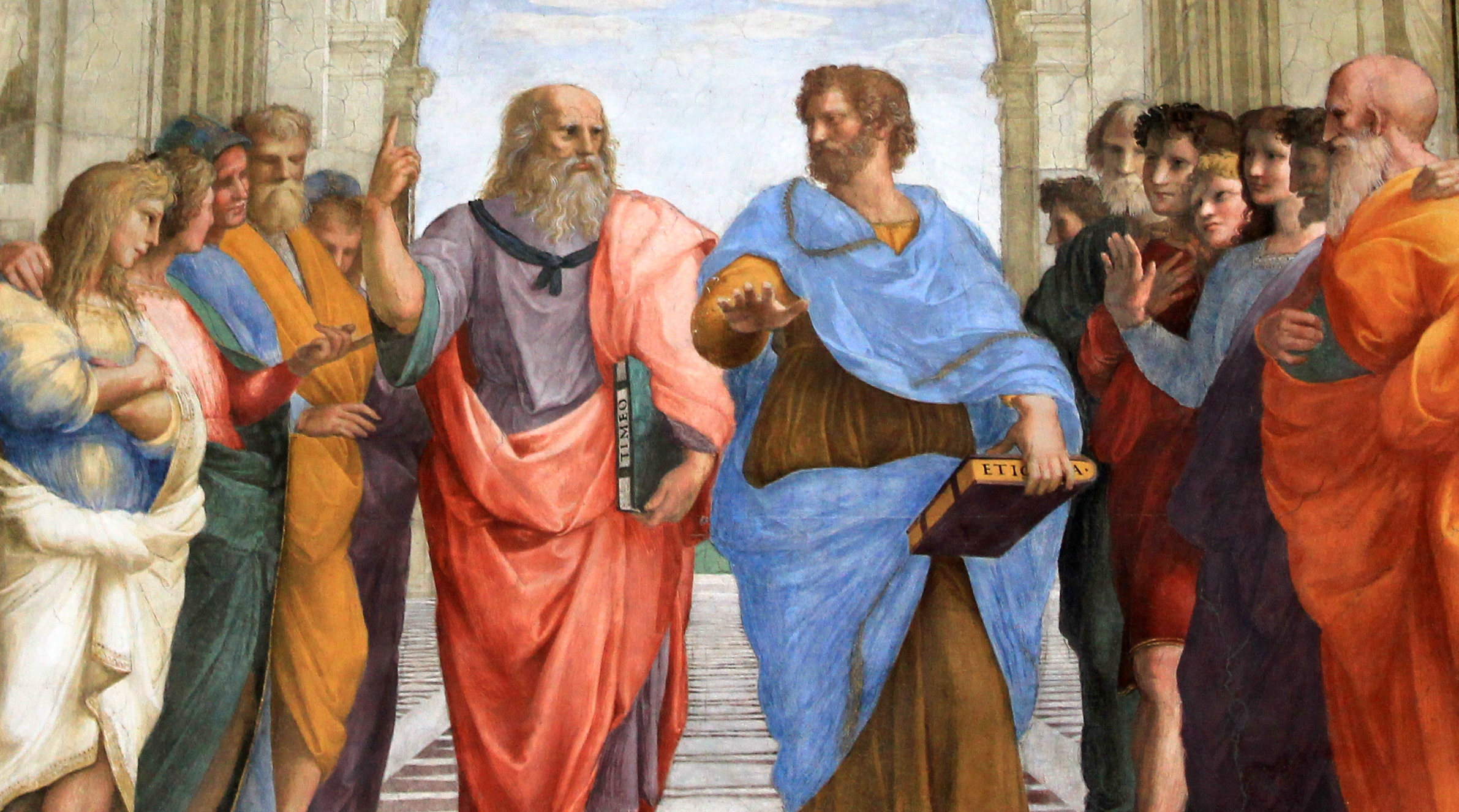

تعتبر فلسفة القرن السادس عشر عمومًا الجزء الأخير من فلسفة النهضة.
غالبًا ما تسمى فلسفة أوائل القرن السادس عشر باسم النهضة العليا، وتعتبر خلفًا لفلسفة عصر النهضة وتسبق عصر العقلانية. من بين أبرز الفلاسفة في تلك الفترة الزمنية ديسيديريوس إيراسموس، وتوماس مور، ونيكولو ميكافيلي، صموئيل فون بوفندورف، ونيكولاس كوبرنيكوس، وميشيل دي مونتين.
تميز القرن السادس عشر بمزيج من التقاليد الإنسانية والمدرسية. حدثت تطورات ملحوظة في المفردات، مع إدخال كلمتي «علم النفس» (صاغها ماركو ماروليك) و «الأنثروبولوجيا» (استخدمها ماغنوس هيلت لأول مرة). يشير «علم النفس» في سياق القرن السادس عشر إلى مناقشات حول أصل الروح البشرية. استخدِمت «الأنثروبولوجيا» في سياق أضيق مما اعتدنا عليه اليوم، في إشارة صارمة إلى العلاقة بين كل من الروح البشرية وعلم التشريح البشري اللذان يشكلان الطبيعة البشرية.
بدأ المنطق (مثلما يمثله أمثال جون ماير) في التراجع في معظم الدول الأوروبية في أوائل القرن السادس عشر وحتى منتصفه، وحدث تحول باتجاه التفسيرات الأرسطية. نُشِر كتاب «إيراسموس» مكافحة البرابرة في عام 1520، أي بعد ثلاثين عامًا من كتابته، دافع فيه عن دراسة الفلاسفة والعلماء القدامى، والتي يشار إليها على نطاق واسع باسم «التعليم الكلاسيكي»، في حين نقل الاعتقاد بأن دراسة الفلسفة أمر بالغ الأهمية من أجل الحفاظ على الإيمان المسيحي.
كان للشك الأكاديمي تأثير متزايد، مَثَله أشخاص مثل أومر تالون، وكورنيليوس أغريبيا فون نيتسهايم، اللذان كتبا كتاب «الغرور والشك في الفنون والعلوم وتميز كلمة الله».
عمومًا، كانت كتابات أرسطو واحدة من أكثر الموضوعات استخدامًا للتعليق الفلسفي العظيم. أحد الجوانب الأكثر نفوذًا في تعريف أرسطو لفكر القرن السادس عشر هو أنه يمكن اعتبار الروح تنتمي إلى محورين من الفكر الحساس (العواطف والرغبات) والشهية المعرفية (الإرادة). كان خوان لويس فيفيس، وهو إنساني يعتبر «أبو علم النفس الحديث»، واحدًا من بين قِلة ممن حاولوا استكشاف بديل للنموذج النفسي الأرسطي، ورفض الأساليب الميتافيزيقية لفهم الروح، بدلًا من ذلك أعطى الأولوية للفهم من خلال وصف وظيفتها (على الرغم من عدم التوصل بنجاح إلى بديل كامل التكوين). تركزت حججه حول عجز البشرية الفكري عن فهم ماهية الروح تمامًا.
كان الفرد، في القرن السادس عشر، يُفهم فقط (مرة أخرى من خلال عدسة أرسطو) من خلال مجتمعه السياسي أو وطنه، مع مهمة السعي للفضيلة الأخلاقية. نُظِر إلى ميل البشرية نحو تعزيز المجتمعات السياسية باعتباره خاصية طبيعية وفريدة من نوعها تخص الإنسان.